# Remaugies

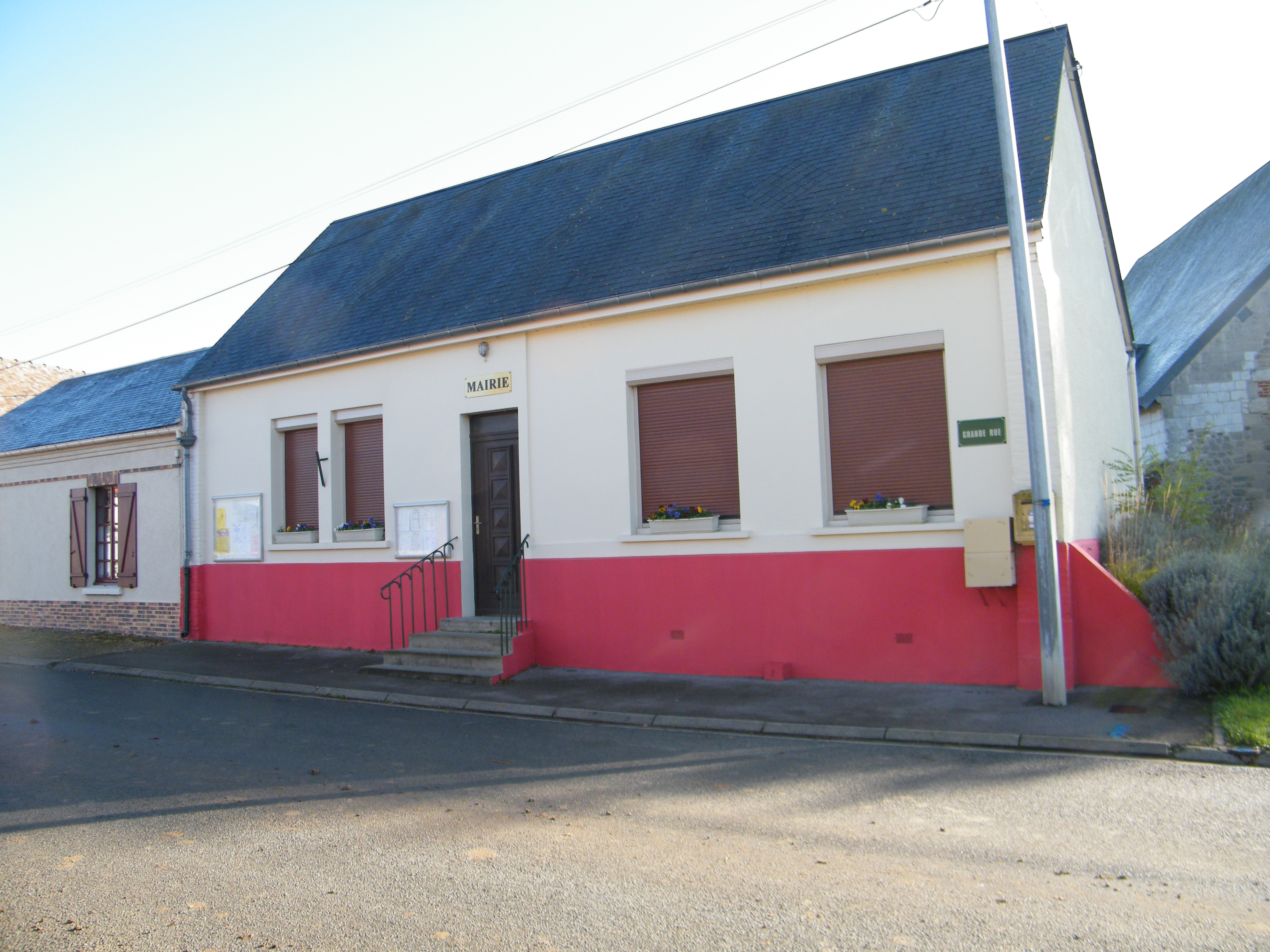
Rathaus

Remaugies (picardisch: Èrmeugie) ist eine nordfranzösische Gemeinde mit 136 Einwohnern (Stand 1. Januar 2022) im Département Somme in der Region Hauts-de-France. Die Gemeinde liegt im Arrondissement Montdidier und gehört zum Kanton Roye.

## Geographie
Die Gemeinde liegt in der Landschaft Santerre rund 7,5 km ostsüdöstlich von Montdidier an der Départementsstraße D68 und an der Grenze des Départements Somme zum Département Oise. Zu Remaugies gehören die Gehöfte Houssoy und Ferme du Chalet.

## Geschichte
Die Gemeinde erhielt als Auszeichnung das Croix de guerre 1914–1918.

## Einwohner
| 1962 | 1968 | 1975 | 1982 | 1990 | 1999 | 2006 | 2010 |
| ---- | ---- | ---- | ---- | ---- | ---- | ---- | ---- |
| 127  | 114  | 89   | 87   | 81   | 97   | 115  | 119  |

## Verwaltung
Bürgermeister (maire) ist seit 2008 Christian Douchet.	